# Pterolophia obscura
Pterolophia obscura är en skalbaggsart. Pterolophia obscura ingår i släktet Pterolophia och familjen långhorningar.

## Underarter
Arten delas in i följande underarter:
- P. o. postmaculatoides
- P. o. obscura